# Vovinam viet vo dao

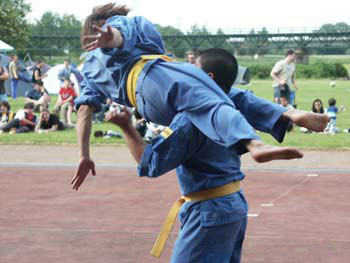
"Forbici volanti" al collo, tecnica che proietta l'avversario con una torsione del corpo, eseguita al Gio-To-Festival a Minden

Il Vovinam Việt Võ Ðạo è un'arte marziale vietnamita, fondata da Nguyễn Lộc.

## Nome
Il nome è composto da due espressioni in lingua vietnamita che ne completano il significato. Vovinam significa l'arte marziale del Vietnam, nel senso della pratica fisica, ed è composta da tre ideogrammi differenti: il Vo, che è l'arte marziale, e i due ideogrammi che rappresentano il Vietnam. Việt Võ Ðạo significa la via dell'arte marziale vietnamita, nel senso più filosofico della pratica dell'arte marziale. L'ideogramma è molto simile a quello precedente poiché vi è presente il primo dei due che rappresentano il Viet Nam, quello dell'arte marziale - il Vo - e quello che dà il significato alla parola, la via intesa come via spirituale - il Ðao.
Il Dao (Tao in cinese, Dō in giapponese) segue il principio dell'Am/Duong (Yin e yang in cinese), l'equilibrio tra il negativo e il positivo ed è ciò che sta alla base di tutte le filosofie orientali, per questo compare anche nello stemma del VVD.
Le due parole Vovinam Viet-Vo-Dao quindi non vanno divise e non possono essere associate a nessun'altra arte marziale perché non esiste Viet Vo Ðao che non sia Vovinam e non esiste Viet Vo Ðao che si pratichi con una divisa (Vo Phuc, in vietnamita) diversa da quella azzurra.
Quindi, discipline che utilizzano il nome viet vo dao con altre divise non praticano Vovinam Viet Vo Dao, ma soltanto vari stili vietnamiti (o, molte volte, addirittura cinesi). Alcuni sono stati raggruppati sotto una stessa federazione che adopera il nome viet vo dao ma usa la divisa nera.

## Descrizione generale
Il saluto del Vovinam VVD significa "mano d'acciaio su cuore di bontà".
Il principio del Vovinam VVD: armonia tra forza e agilità.
Il motto del Vovinam VVD: "essere forti per essere utili".
I dieci Principi Fondamentali del praticante sono:
1. raggiungere il più alto livello del Vovinam Viet Vo Dao per servire l'umanità;
2. essere fedele all'idea del Vovinam Viet Vo Dao ed essere devoto alla sua causa;
3. essere sempre uniti, rispettare i Maestri, gli anziani ed amare i condiscepoli;
4. rispettare rigorosamente la disciplina del Vovinam Viet Vo Dao porre l'onore al di sopra di tutto;
5. rispettare le altre Arti e non utilizzare il Vovinam Viet Vo Dao che per legittima difesa;
6. coltivare la conoscenza, forgiare lo spirito, progredire nella vita;
7. vivere con probità, semplicità, fedeltà e nobiltà d'animo;
8. sviluppare una volontà d'acciaio, vincere le difficoltà;
9. essere lucido, perseverante e attivo;
10. essere maestro di sé stesso, modesto, rispettoso, tollerante e progredire giudicando sé stesso.

Il Vovinam Viet Vo Dao deve essere inteso come un'arte marziale nel suo più profondo significato, non una semplice tecnica di combattimento.
Proprio come fece nel 1938 il Maestro Nguyễn Lộc, nella città di Ha Noi (attuale capitale del Vietnam).
Il Maestro codificò il Vovinam VVD sulla base delle sue ampie conoscenze nel campo delle arti marziali vietnamite e prendendo degli spunti dalle altre discipline (sia orientali che occidentali) che in quel periodo invasero il Vietnam.
Nguyen Loc era un uomo molto forte e un grande praticante di arti marziali esperto nel VO, l'arte marziale vietnamita che ha dato la maggior parte delle basi del Vovinam VVD, e nel VAT, la disciplina di lotta vietnamita.
Fu l'unico Maestro ad inserire il programma di VAT nel programma di un'arte marziale, e i praticanti di Vovinam VVD sono infatti le uniche persone in occidente a conoscere questa parte del programma.
Nel 1960 Nguyen Loc, in seguito ad una grave malattia, morì a Saigon, dopo aver trasmesso tutto il suo sapere in eredità al suo allievo più bravo e più assiduo, decretandolo erede della sua scuola e dei suoi insegnamenti, l'odierno Patriarca, il GM° Le Sang, nato ad Ha Noi nel 1920 e diventato allievo del M° Fondatore Nguyen Loc nel 1938.
Il M° Patriarca continuò l'opera di diffusione e, nonostante la guerra, promosse e sviluppò il Vovinam Viet Vo Dao in tutto il Vietnam.
La sua opera divulgatrice, anche grazie ad un gran numero di capaci praticanti, si estese gradatamente agli altri Paesi e, nonostante la guerra, oggi il Vovinam Viet Vo Dao è l'arte marziale vietnamita più praticata al mondo.

### Tecniche

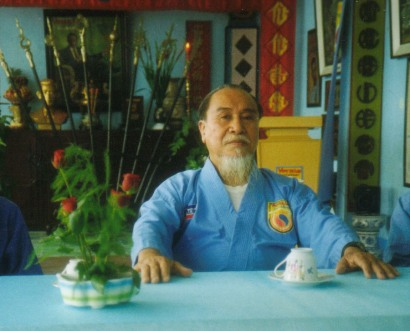
Gran Maestro Le Sang

Il Vovinam è un'arte marziale molto completa dove è previsto l'utilizzo di numerose tecniche.
Il lavoro si suddivide in tre settori principali: il lavoro di base individuale, il lavoro di base a coppie e le applicazioni.
Nel Vovinam VVD sono presenti le seguenti tecniche, effettuate per tipologia di grado:
- Quyen (forme);
- Song Luyen (Combattimenti Codificati)
- Khoa Go (tecniche di chiave e leva);
- Vat (lotta tradizionale vietnamita);
- Nhu Khi (tecniche di energia interna);
- Don Chan (tecniche di forbice);
- Phan Don (tecniche di contrattacco);
- Chien Luoc (tecniche di combattimento);
- Dau Tu Do (combattimento libero).

## Gradi
| Gran Maestro |                    |                    |                    |
| Patriarca Gran Maestro Le Sang                                                                                                   |                    |                    |                    |
| Maestri |                    |                    |                    |
| Maestro 10° Dang |                    |                    |                    |
| Maestro 8° Dang | Maestro 8° Dang    | Maestro 9° Dang    | Maestro 9° Dang    |
| Maestro 6° Dang | Maestro 6° Dang    | Maestro 7° Dang    | Maestro 7° Dang    |
| Maestro 4° Dang | Maestro 4° Dang    | Maestro 5° Dang    | Maestro 5° Dang    |
| Professori / Istruttori / Allenatori                                                                                             |                    |                    |                    |
| Professore 3° Dang |                    |                    |                    |
| Istruttore 1° Dang | Istruttore 1° Dang | Istruttore 2° Dang | Istruttore 2° Dang |
| Allenatore Cintura Gialla (la cintura nera è stata definitivamente eliminata per volere scritto del GM Le Sang nel Gennaio 2012) |                    |                    |                    |
| Praticanti |                    |                    |                    |
| Praticante | Praticante 1° Cap  | Praticante 2° Cap  | Praticante 3° Cap  |
| Debuttanti |                    |                    |                    |
| Debuttante |                    |                    |                    |

### Cintura Azzurra (LOP TU VE)
Azzurro chiaro, significa Est, il sole che all'alba trasforma il cielo scuro in azzurro. Corrisponde all'inizio dell'allenamento dell'alunno dentro la filosofia del Vovinam.

### Cintura Blu (LAM DAI)
Azzurro marino, è il colore dei praticanti confermati, dalla cintura blu al 3° Cap. più scuro di quello del principiante, è la transizione fino al grado seguente, il nero. Ad un estremo della cintura si collocano i cap (gradi), da una a tre strisce gialle.

### Cintura Gialla (Hoang Dai)
Giallo, il Centro, il colore della terra che alimenta gli alberi. Corrisponde al mezzo cammino che ha percorso l'artista marziale. Sta al centro del Dao ed è l'essenza del Vo. I dang (gradi superiori) sono rappresentati da una a tre strisce rosse. A differenza degli allenatori, una volta divenuti 1° dang, si è obbligati a vestire la cintura gialla con i cap (gradi).

### Cintura Rossa (dal 4° al 10° Dang - Chuan Hong Dai - Hong Dai)
Rosso, il Sud, significa l'abbondanza, il progresso. Corrisponde alla propagazione del Vo, l'essenza di tutto il cambiamento e la lunga vita. I dang sono rappresentati da strisce bianche, fino ad un massimo di sei.
Il grado più alto attualmente raggiunto, dopo il Gran maestro, è il 9°, dal Maestro Nguyen Van Chieu, dal Maestro Nguyễn Văn Sen e dal Gran Maestro Tran Huy Phong.

### Cintura Bianca del Gran Maestro Patriarca
Bianco, l'Ovest, il colore della purezza, della voce, della respirazione. Significa che l'arte marziale è penetrata nelle ossa e nel cervello del maestro, diventando, quindi, una base eccellente per la scuola. La cintura del Patriarca porta inoltre delle linee di colore azzurro, nero, giallo, rosso, che rappresentano tutte le cinture della Disciplina. Non esiste alcuna cintura bianca in quanto questa cintura veniva usata solo per il Maestro Patriarca, ma alla morte del Gran Maestro Le Sang fu deciso che la dinastia dei Patriarca non sarebbe continuata e quindi la cintura patriarcale sarebbe stata sepolta insieme al Gran Maestro, ultimo allievo del Gran Maestro Nguyen Loc. 
L'ultimo Gran Maestro esistito è stato Le Sang.

## WVVF - World Vovinam Federation
La WVVF (World Vovinam Federation) nasce nel 2008 in Vietnam sotto la guida del Governo del Vietnam e il Ministero dello Sport e Turismo del Vietnam. Unica Federazione ufficiale di Vovinam nel mondo. In ogni caso esistono altri gruppi, associazioni sia a livello mondiale che continentale che sviluppano il Vovinam Viet Vo Dao nel mondo, ma non sono legati al Vietnam.
La WVVF al momento comprende i continenti di ASIA, EUROPA e AFRICA.

## EVVF - European Vovinam Viet Vo Dao Federation
La EVVF nasce nel 2010 a Parigi sotto la guida della WVVF.
Paesi membri:
- BELGIO
- BIELORUSSIA
- DANIMARCA
- FRANCIA
- GERMANIA
- INGHILTERRA
- ITALIA
- ROMANIA
- RUSSIA
- POLONIA
- SPAGNA
- SVIZZERA

## Vovinam Việt Võ Ðạo in Italia
Su incarico della World Vovinam Federation, in Italia la diffusione della disciplina è promossa dalla Vovinam Viet Vo Dao Italia a.s associazione sportiva dilettantistica; oltre ad essa opera anche la Associazione Nazionale Vovinam Viet Vo Dao, riconosciuta dal Movimento Vovinam Viet Vo Dao Europa.
Vovinam VVD Italia a.s.d è stata fondata nel Giugno 2015 con l'esigenza di gestire la Squadra Nazionale Italiana di Vovinam per i campionati a livello internazionale organizzati da EVVF e WVVF. Nasce però dalla scissione di altri gruppi di Vovinam e in particolar modo dalla associazione che ha maggiormente contribuito allo sviluppo del Vovinam in Italia, Unione Vovinam Viet Vo Dao Italia a.s.d., che ora non esiste più, ma che nasce nel settembre del 1993 con l'intento di unificare tutte le scuole di Vovinam VVD in Italia sotto una sola associazione così da poter diffondere la disciplina in modo uniforme in tutto il territorio italiano.
Vovinam Viet Vo Dao Italia a.s.d. è ufficialmente riconosciuta da EVVF - EUROPEAN VOVINAM VIET VO DAO FEDERATION e WVVF - WORLD VOVINAM FEDERATION-.
Il programma d'insegnamento utilizzato in Italia da Vovinam VVD Italia a.s.d.è il programma ufficiale della EVVF, nonché quello utilizzato dalla Federazione Vovinam VVD del Vietnam e WVVF.
L'Associazione Nazionale Vovinam VVD è stata fondata nel 1994 e nel 1996 è stata riconosciuta dal Movimento Viet Vo Dao Europa come referente nazionale, con responsabile tecnico nazionale il Maestro Stefano Finato. Il Movimento VVD Europa è a sua volta riconosciuto dal Maestro Patriarca Le Sang come referente europeo. L'Associazione Nazionale è attualmente presente in Veneto (Verona) e in Lombardia, con un totale di otto centri.

### Competizioni
Le gare di vovinam si distinguono in due differenti categorie: Gara tecnica e gara di combattimento.
Il regolamento qui riportato è quello applicato solo in Italia dall'Unione Vovinam VVD Italia, quello che viene applicato all'estero in Campionato Europeo, Internazionale o Mondiale ha delle leggere differenze.
Le gare tecniche esistono di due tipi, quelle individuali e quelle a coppie o di gruppo. La gara individuale consiste nell'eseguire un Quyen (una forma) di programma davanti ad una giuria la quale valuterà vari aspetti della suddetta forma. I principi di valutazione saranno basati sulla correttezza tecnica, sulla precisione dei movimenti, la potenza, l'espressività, l'agilità. Questi fattori daranno il risultato finale alla prova di ogni singolo atleta. La gara a coppie consiste nell'eseguire un Song Luyen (forma a coppie) seguendo gli stessi principi del Quyen a differenza che verrà anche valutata affinità della coppia nel lavorare insieme.
In tutti e due i casi le competizioni sono proposte sia per i bambini che per gli adulti. Le categorie dei bambini vanno dai 6 ai 10 anni, dagli 11 ai 14 anni e dai 15 in su si fa parte della categoria adulti. In campo internazionale anche la categoria maschile e femminile e divisa. La gara di combattimento si svolge con vari tipi di regolamento e ciò dipende dall'età e dal grado dei praticanti.
Le categorie dei bambini che vanno dai 6 ai 10 anni combattono con un sistema molto vicino al gioco, ciò consiste nel riuscire ad attaccare delle palline sulla copertura in velcro del corpetto dell'avversario, non possono colpirsi in altro modo e questo crea in loro un buon metodo di allenamento per imparare a schivare i colpi e a darli senza mai farsi del male. La categoria dai 11 anni ai 13 invece prevede un combattimento un po' più reale denominato "punto e stop". Questo combattimento si incomincia ad avvicinare a quello degli adulti ma obbliga ad un contatto leggero e, soprattutto, ogni volta che un colpo da punto il combattimento verrà fermato. 
Dai 14 ai 17 anni c'è la categoria Speranze, che prevede un combattimento continuato con un contatto medio senza affondare i colpi in modo eccessivo. Non è concesso calciare in linea bassa. Il combattimento adulti è diviso in categorie di peso e maschile e femminile. Non esiste differente tipologia di combattimento tra un peso e un altro ma esiste differenza per i gradi. Tutte le categorie combattono in contatto pieno con combattimento continuato. Per tutti non valgono le tecniche di ginocchio e gomito. I minorenni sono obbligati a vestire il casco con la grata e il corpetto protettivo. I maggiorenni combattono con il casco deve essere obbligatoriamente senza grata. Le regole sono valide sia per il combattimento femminile sia per quello maschile. La competizione si svolge a scontro diretto con eventuali ripescaggi sino ad arrivare alle finali che determineranno i primi tre classificati.
Le protezioni obbligatorie per tutti i competitori sono:
- Casco con Grata (Minorenni) senza grata (Maggiorenni)
- Corpetto
- Paratibia
- Parapiede
- Conchiglia
- Paradenti

### Il Vovinam e i bambini
Il Vovinam Viet Vo Dao è una disciplina particolarmente adatta ai più piccoli. Tendenzialmente si inizia ad insegnarla non prima dei 5 anni, in modo da avere dei bambini già pronti ad affrontare certi movimenti di coordinazione non semplicissimi e soprattutto che siano abituati a seguire un insegnante. Essendo una disciplina molto varia non c'è rischio che un bambino si annoi.
Il programma d'insegnamento fino ai 14 anni è notevolmente ridotto rispetto a quello degli adulti, questo perché è più importante che un bambino impari a muoversi con una giusta coordinazione piuttosto che imparare un programma tecnico. Nel Vovinam esistono molte tecniche acrobatiche che molte volte agli adulti risulta difficile imparare, queste difficoltà per i bambini sono notevolmente inferiori ed è quindi più appropriato dare le basi di queste tecniche perché se imparate da giovani è molto più facile eseguirle e soprattutto difficilmente vengono perse nel corso degli anni di pratica.
I bambini, come gli adulti, partecipano alle competizioni sia di tecnica (Quyen) che di combattimento. Le gare solitamente si svolgono tra bambini dai 5 ai 9 anni e tra bambini dai 10 ai 13 anni. La tecnica si svolge nello stesso modo degli adulti mentre il combattimento è studiato in modo che i bambini siano completamente protetti e con un regolamento che gli impedisce di farsi male utilizzando delle protezioni adeguate. Anche nell'insegnamento i bambini vengono preferibilmente divisi per categorie di età. Solitamente si parte dai 5 anni fino ai 9 poi dai 10 ai 13, di solito si tende anche a creare corsi per ragazzini, cioè dai 14 ai 17 anni (categoria speranze). In queste età possono già lavorare il programma completo degli adulti, questa è anche sicuramente una dell'età migliori per incominciare a preparare dei futuri agonisti, anche perché nelle gare tecniche competono già con gli adulti e nel combattimento, anche se è specificatamente per la loro età, incomincia a farsi un po' più serio ma comunque con un metodo tipo il semi-contact.